# Nowosiółki (sielsowiet Krzywe Sioło)
Nowosiółki (biał. Навасёлкі, ros. Новосёлки) – wieś na Białorusi, w obwodzie mińskim, w rejonie wilejskim, w sielsowiecie Krzywe Sioło.

## Historia
W czasach zaborów folwark w powiecie wilejskim, w guberni wileńskiej Imperium Rosyjskiego. W 1865 roku liczył 40 mieszkańców w 1 domu.
W latach 1921–1945 folwark a następnie futory leżały w Polsce, w województwie wileńskim, w powiecie wilejskim, w gminie Kurzeniec.
Według Powszechnego Spisu Ludności z 1921 roku zamieszkiwało tu 21 osób, 4 były wyznania rzymskokatolickiego a 17 prawosławnego. Jednocześnie 4 mieszkańców zadeklarowało polską, 15 białoruską a 2 rosyjską przynależność narodową. Były tu 4 budynki mieszkalne. W 1931 w 8 domach zamieszkiwało 65 osób.
Wierni należeli do parafii rzymskokatolickiej w Kurzeńcu i prawosławnej w Kasucie. Miejscowość podlegała pod Sąd Grodzki w Wilejce i Okręgowy w Wilnie; właściwy urząd pocztowy mieścił się w Kurzeńcu.
W wyniku napaści ZSRR na Polskę we wrześniu 1939 miejscowość znalazła się pod okupacją sowiecką. 2 listopada została włączona do Białoruskiej SRR. Od czerwca 1941 roku pod okupacją niemiecką. W 1944 miejscowość została ponownie zajęta przez wojska sowieckie i włączona do Białoruskiej SRR.
Od 1991 w składzie niepodległej Białorusi.